# Монджана
Монджана (італ. Mongiana, сиц. Mungiana) — муніципалітет в Італії, у регіоні Калабрія,  провінція Вібо-Валентія.
Монджана розташована на відстані близько 500 км на південний схід від Рима, 50 км на південний захід від Катандзаро, 27 км на південний схід від Вібо-Валентії.
Населення — 757 осіб (2014).

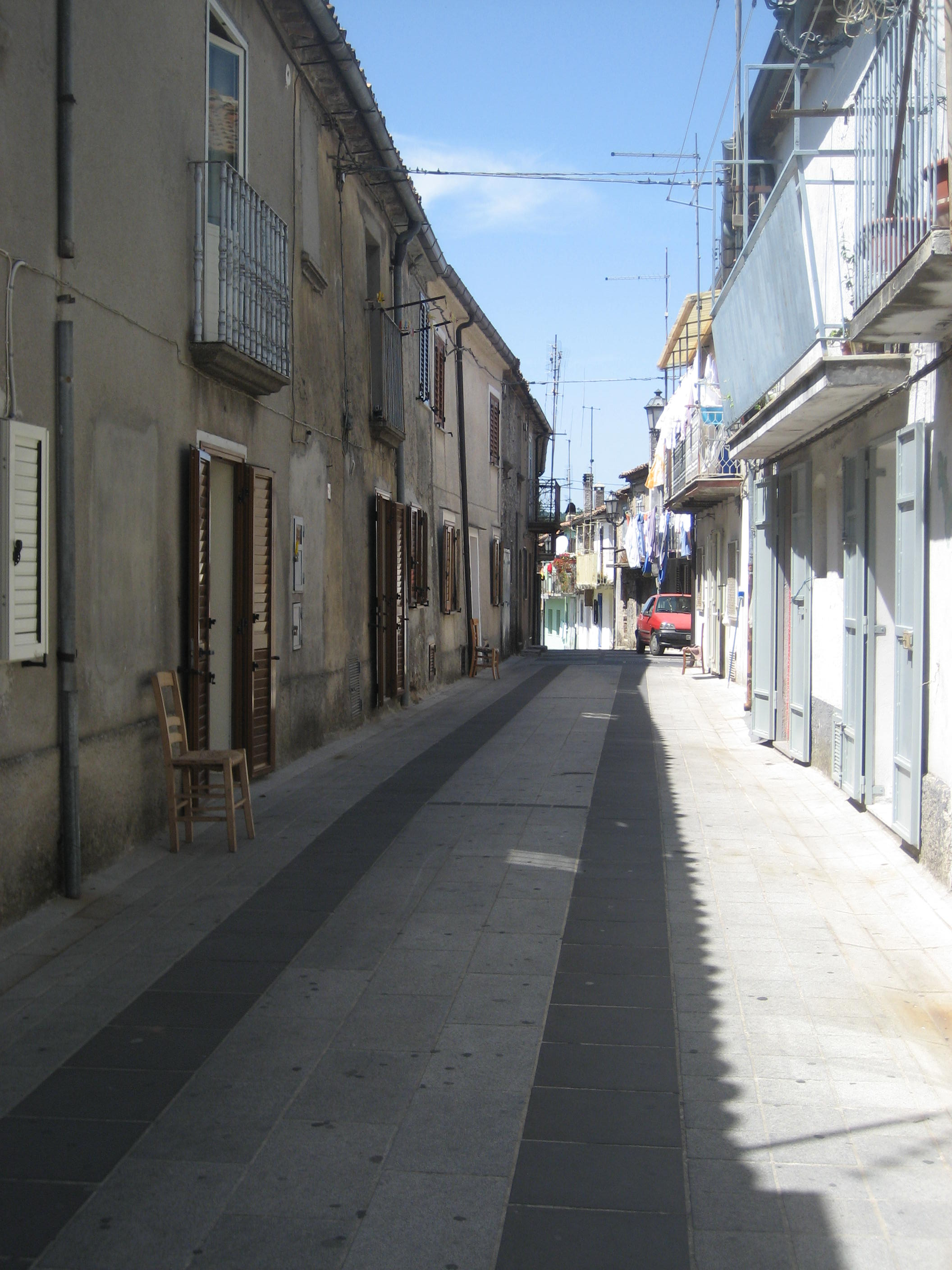

Щорічний фестиваль відбувається 16 серпня. Покровитель — святий Рох.

## Демографія
Населення за роками:

Станом на 1 січня 2023 року в муніципалітеті офіційно проживало 12 іноземців з 3 країн, серед них 2 громадяни країн Євросоюзу.

## Сусідні муніципалітети
- Арена
- Фабриція
- Нардодіпаче
- Серра-Сан-Бруно
- Стіло